# Militärhögskolan Halmstad
Militärhögskolan Halmstad (MHS H) är en försvarsmaktsgemensam militärhögskola inom Försvarsmakten som verkat i olika former sedan 1999. Förbandsledningen är förlagd i Halmstads garnison, Halmstad.

## Historik
Den 1 januari 1999 bildades Militärhögskolan Halmstad i sin nuvarande form som en försvarsmaktsgemensam högskola. Det genom att utbildningen övertogs centralt av Militärhögskolan Karlberg (MHS K), Militärhögskolan Halmstad (MHS H) och Militärhögskolan Östersund (MHS Ö), från att officersutbildningen tidigare låg under respektive truppslag med dess officershögskola. Militärhögskolan i Halmstad var dock i praktiken en sammanslagning av Flygvapnets officershögskola (FOHS) och Flygvapnets krigshögskola (FKHS), vilka upphörde i Halmstad den 31 december 1998. Skolan är en del av Försvarsmakten i Halmstad, och utgör tillsammans med Militärhögskolan Karlberg (MHS K) Försvarsmaktens militärhögskolor. 

## Verksamhet
Skolans uppgifter är dels att utbilda blivande officerare till Försvarsmakten och dels att vidareutbilda officerare till kaptener. Skolan bedriver sitt lärande på ett högskolemässigt sätt enligt intentionerna i högskolelagen. Tillsammans med Militärhögskolan Karlberg (MHS K) har de två skolorna likartade uppgifter och bedriver utbildningen efter gemensamma utbildningsmål, där dock vägen att nå målen kan variera. Militärhögskolan i Halmstad genomför i huvudsak försvarsmakts- och försvarsgrensgemensam utbildning av teoretisk karaktär.

## Ingående enheter

### Försvarsmaktens ledarskaps- och pedagogikenhet
Försvarsmaktens ledarskaps- och pedagogikenhet, (FMLOPE), har till uppgift att leda utvecklingen av ledarskap och pedagogik i Försvarsmakten. Fram till 31 december 2011 var uppdraget att stödja organisationen inom ledande och lärande. Den 1 januari 2012 inordnades Försvarsmaktens enhet för avancerat distribuerat lärande, FMADLE, i FMLOPE.
FMLOPE är en utvecklingsenhet som ingår i Militärhögskolan Halmstad. Fram till den 30 juni 2000 fanns enheten lokaliserad i Solna, och var en enhet inom Försvarsmaktens ledarskaps- och idrottscentrum (FMLIC). Från och med den 1 juli 2000 överfördes ledarskapsinstitutet till Militärhögskolan Halmstad.
Ett av enhetens mer kända projekt är boken Pedagogiska grunder som används av en rad statliga myndigheter för att utbilda i pedagogik och utveckla personalens förmåga inom ämneskategorin. Ett annat projekt är skriften Uppgiften, gruppen och jag. Den är en grund för att utveckla förmågan till samarbete i grupp och används vid den grundläggande militära utbildningen, GMU.
En ny del i uppgiften är utvecklingen av flexibelt synsätt på lärande. Kurser ska kunna genomföras mer flexibelt och effektivt. Metoderna varierar från självständigt lärande med nätbaserade kurser till direkt handledning. En försvarsmaktsgemensam webbaserad lärplattform utvecklas som stöd för detta.
Internationell samverkan är av stor vikt för FMLOPE både ur ledarskaps- och pedagogiskt perspektiv. Internationellt samverkar FMLOPE med NORDEFCO, Nato och PfP.

## Heraldik och traditioner

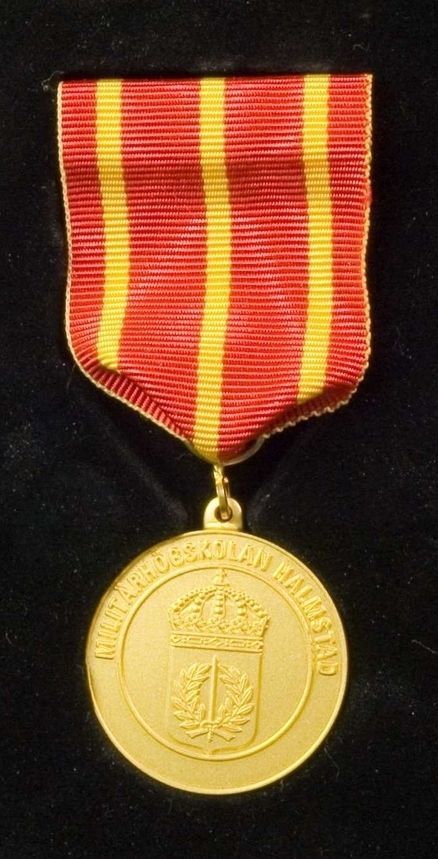
MHSHGM–förtjänstmedalj i guld

### Förbandsfanor
Militärhögskolan Halmstad mottog sin första fana den 13 december 1999 vid en ceremoni i Hangar 81 i Halmstad. Fanan överlämnades av dåvarande generalinspektören för flygvapnet, generallöjtnant Jan Jonsson.

### Marsch
År 2007 antog Militärhögskolan Halmstad "I sommarstaden" (Grundström) som förbandsmarsch. En marsch som användes åren 1965–2000 av Hallands regemente som defileringsmarsch, samt åren 1973–1991 av Flygvapnets Halmstadsskolor.

### Utmärkelsetecken
År 2002 instiftades Militärhögskolan Halmstads förtjänstmedalj i guld/silver/brons (MHSHGM/SM/BM).

## Förläggningar och övningsplatser
Militärhögskolan Halmstad är förlagd på Flottiljvägen 1 i Halmstad som ligger inom det område som en gång uppfördes för Hallands flygflottilj (F 14). Det före detta flottiljområdet har sedan flottiljen upplöstes den 30 september 1961 huserat ett antal olika markskoleförband inom Flygvapnet och sedan 1 januari 1999 även försvarsmaktsgemensamma skolor.

## Förbandschefer
Förbandschefen tituleras skolchef och har tjänstegraden överste.

- 1999–2004: Överste Johan Rydén
- 2004–2007: Överste Mats Andersson
- 2007–2009: Överste Peter Öberg[7]
- 2010–2014: Överste Hans Hansson[7]
- 2014–2014: Överstelöjtnant mst Ulf R. Johansson (Tf.)[c]
- 2014–2017: Överste Tommy Karlsson[d]
- 2018–2018: Överstelöjtnant Peter Toft (Tf.)[e]
- 2018–2021: Överste Anders Stach[f]
- 2021–2024: Överste Fredrik Zetterberg[g]
- 2024–2024: Överstelöjtnant Lars Lindén (Tf.)[h]
- 2024–20xx: Överste Peter Tagesson [i]

## Namn, beteckning och förläggningsort
| Militärhögskolan Halmstad | 1999-01-01 | – |  |

| MHS H | 1999-01-01 | – |  |

| Halmstads garnison (F) | 1999-01-01 | – |  |